# Iekaterina Chtchepkina
Iekaterina Nikolaïevna Chtchepkina (en russe : Екатерина Николаевна Щепкина ; 1854 – 1938) est une féministe, historienne et journaliste russe.

## Biographie
Iekaterina Nikolaïevna Chtchepkina est née en 1854 et a fréquenté les Cours Guerrier à Moscou et les Cours Bestoujev, à Saint-Pétersbourg. Elle enseigne ensuite l'histoire à Saratov et à Moscou. Entre 1880 et 1882, elle étudie avec l'historien Constantin Bestoujev-Rioumine (ru), directeur des cours Bestoujev. En 1884, elle suit des cours à la Sorbonne à Paris
À partir de 1890 elle est professeure dans des classes de travailleurs à la Société technique impériale (Imperatorskoe Technicheskoe Obshchestvo) et, plus tard, en 1895 - 1896 et en 1898 - 1899 aux Cours Bestoujev. Elle a aussi écrit une histoire de la Russie, deux monographies historiques et des articles sur l'histoire et la question des femmes. Elle a également été responsable du département histoire de l'Encyclopédie Brockhaus et Efron et écrit des articles pour la Grande encyclopédie ((ru) «Большой Энциклопедии») dirigée par Sergueï Ioujakov (ru).
Iiekaterina Chtchepkina est une des premières militantes féministes de Russie. Elle est en février 1905 l'une des fondatrices de l'Union pan-russe pour l'égalité des femmes, et membre de son bureau central de Saint-Pétersbourg. Lorsque l'Union est dissoute en 1906, après la Révolution russe de 1905, elle rejoint la Ligue pan-russe pour l'égalité des femmes (en), dont elle est responsable de la section de la propagande. Elle intervient en 1908 au Premier congrès panrusse des femmes (Pervyi Vserossiisskii Zhenskii S'ezd) et est l'une des candidates de la Ligue à l'Assemblée constituante russe de 1918. 
Après la Révolution russe de 1917, elle reste en Russie, et publie en 1921 une histoire du mouvement des femmes pendant la Révolution française  avec une introduction par Alexandra Kollontai. En 1925, elle travaille à un article consacré à l'histoire de l'Union des femmes pour l'égalité, qui ne sera pas publié.
On sait peu de choses sur ses activités après 1926. Elle meurt en 1938.

## Ouvrages
Un livre d'Iekaterina Chtchepkina, De l'histoire de la personnalité féminine en Russie ((ru)  «Из истории женской личности в России») a été republié en 2005,.